# Dekanat Nowy Targ
Dekanat Nowy Targ – jeden z 45 dekanatów w rzymskokatolickiej archidiecezji krakowskiej.

## Historia
W 1350 roku po raz pierwszy wzmiankowano decanatus de Longo Campo, którego siedzibę przed 1446 biskup Zbigniew Oleśnicki przeniósł do Nowego Targu. W latach 1772–1886 dekanat należał do diecezji tarnowskiej.

## Lista parafii
W skład dekanatu wchodzi 12 parafii.
| Lp | Miejscowość / parafia                                         | Proboszcz / administrator | Kościół                                                           | Zdjęcie |
| -- | ------------------------------------------------------------- | ------------------------- | ----------------------------------------------------------------- | ------- |
| 1  | Klikuszowa Parafia św. Marcina                                | ks. Stanisław Szklany     | Kościół św. Marcina w Klikuszowej                                 |         |
|    | Morawczyna                                                    |                           | Kaplica MB Wspomożycielki Wiernych                                |         |
| 2  | Ludźmierz Parafia Wniebowzięcia NMP                           | ks. Maciej Ścibor         | Bazylika Wniebowzięcia Najświętszej Marii Panny w Ludźmierzu      |         |
|    | Długopole                                                     |                           | Kościół św. Floriana w Długopolu                                  |         |
| 3  | Nowy Targ-Kowaniec Parafia MB Anielskiej                      | ks. Janusz Skorupa        | Kościół Matki Bożej Anielskiej w Nowym Targu                      |         |
| 4  | Nowy Targ-Równia Szaflarska Parafia św. Jana Pawła II         | ks. Jan Karlak            | Kościół św. Jana Pawła II w Nowym Targu                           |         |
| 5  | Nowy Targ-Śródmieście Parafia Najświętszego Serca Pana Jezusa | ks. Piotr Mozdyniewicz    | Kościół Najświętszego Serca Pana Jezusa w Nowym Targu             |         |
| 6  | Nowy Targ-Niwa Parafia św. Brata Alberta                      | ks. Mirosław Kozina       | Kościół św. Brata Alberta w Nowym Targu                           |         |
| 7  | Nowy Targ-Bór Parafia św. Jadwigi Królowej                    | ks. Piotr Piekarczyk      | Kościół św. Jadwigi Królowej w Nowym Targu                        |         |
| 8  | Nowy Targ-Stare Miasto Parafia św. Katarzyny                  | ks. Zbigniew Płachta      | Kościół św. Katarzyny w Nowym Targu                               |         |
|    | Nowy Targ                                                     |                           | Kościół św. Anny w Nowym Targu                                    |         |
| 9  | Ostrowsko Parafia św. Michała Archanioła                      | ks. Krzysztof Karnas      | Kościół św. Michała Archanioła w Ostrowsku                        |         |
| 10 | Pyzówka Parafia św. Jana Chrzciciela                          | ks. Andrzej Wiktor        | Kościół św. Jana Chrzciciela w Pyzówce                            |         |
|    |                                                               |                           | Kaplica Niepokalanego Poczęcia Najświętszej Maryi Panny w Pyzówce |         |
| 11 | Rogoźnik Parafia św. Andrzeja Boboli                          | ks. Andrzej Bukalski      | Kościół św. Andrzeja Boboli w Rogoźniku                           |         |
| 12 | Waksmund Parafia św. Jadwigi Śląskiej                         | ks. Krzysztof Król        | Kościół św. Jadwigi Śląskiej w Waksmundzie                        |         |

## Sąsiednie dekanaty
Białka Tatrzańska, Biały Dunajec, Czarny Dunajec, Łącko (diec. tarnowska), Mszana Dolna, Niedzica, Rabka